# Battle rap
Battle rap (albo rap battling) – rodzaj zawodów w świecie rapu, łudząco podobnych do walk freestyle'owych, z różnicą ówczesnego przygotowania dopracowanego skrupulatnie tekstu przez battleraperów. Dwaj raperzy rywalizują ze sobą, żeby stwierdzić, kto napisał lepsze teksty.
Zawodnicy walczący zazwyczaj „jeden na jeden”, w swoich rundach zawierają lirykę w stylu bragga – wychwalającą swoją osobę oraz znieważające słowa w stronę przeciwnika. Potyczki battlerapowe są organizowane z dużą publicznością. Rywale walczą między sobą o poparcie obecnego audytorium, posuwając się często do bardzo brutalnych, kontrowersyjnych i nieraz wulgarnych epitetów w stronę oponenta. Zawodnicy recytują wcześniej przygotowany tekst bez podkładu muzycznego. W wypadku problemów z przypomnieniem sobie słów dozwolony jest freestyle. Wygranym zostaje ten zawodnik, którego teksty publiczność lub sędziowie podsumują jako atrakcyjniejsze.